# Воденски стадион
Воденският общински стадион (на гръцки: Δημοτικό Στάδιο Έδεσσας) е стадион в македонския град Воден (Едеса), Гърция. Разположен е в източната част на града и граничи на юг с традиционния квартал Вароша. Стадионът е с капацитет от 6000 места, но когато ФК Едесайкос участва в Гръцката суперлига е побирал около 10 000 души. На територията на стадиона се помещава и старото Воденско общинско баскетболно игрище. На 19 май 2012 година стадионът е кръстен на известния воденски футболист Христофорос (Форис) Гендзис.